# Liberalismo en la Argentina

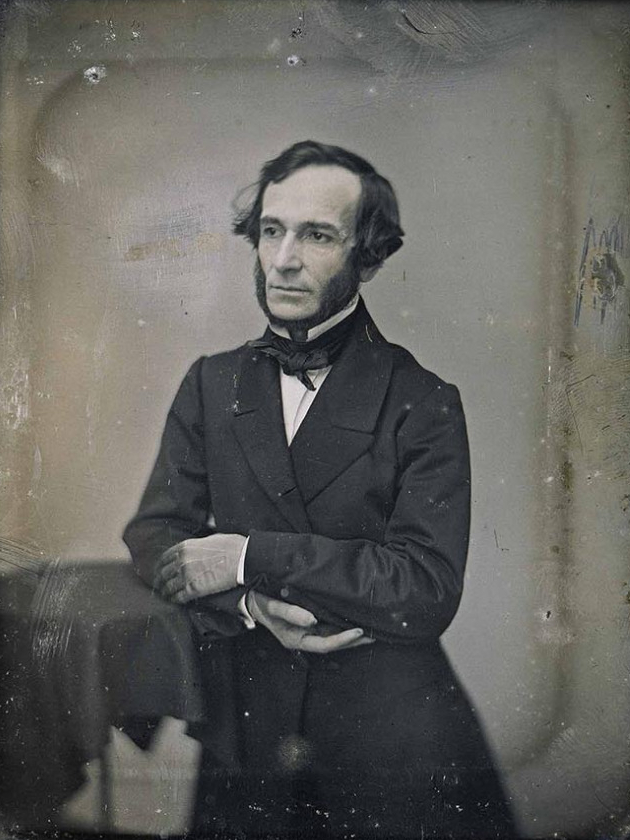
Fotografía de Alberdi tomada en Chile.

El liberalismo en Argentina ha sido una de las corrientes políticas y económicas más influyentes en la historia del país. Desde los primeros debates en torno a la independencia hasta las reformas estructurales de los siglos XX y XXI, el liberalismo ha moldeado las instituciones, la economía y la cultura política de la nación. Inspirado en las ideas de la Ilustración y del liberalismo europeo, este movimiento ha evolucionado en diferentes formas, desde el liberalismo clásico de Juan Bautista Alberdi hasta las corrientes neoliberales y libertarias contemporáneas.
El pensamiento liberal en Argentina ha promovido principios como la libertad individual, la economía de mercado, la reducción del Estado y la defensa de la propiedad privada. Sin embargo, su aplicación ha sido objeto de intensos debates y fluctuaciones a lo largo de la historia, alternando períodos de predominio con etapas de intervención estatal y proteccionismo. Durante el siglo XIX, el liberalismo fue clave en la organización nacional y la Constitución de 1853, mientras que en el siglo XX sufrió reveses con la irrupción del populismo y el estatismo.
En la actualidad, el liberalismo sigue siendo un actor relevante en el debate político y económico, con nuevas expresiones que buscan aplicar sus principios a los desafíos del siglo XXI.

## Historia del liberalismo en Argentina
El liberalismo en Argentina ha tenido una presencia significativa desde la independencia del país en 1816. A lo largo de su historia, ha adoptado diversas formas y ha influido en la estructura política y económica de la nación.

#### Orígenes y consolidación (1810-1862)
El pensamiento liberal en Argentina comenzó a desarrollarse durante el período revolucionario de 1810, con figuras como Mariano Moreno, Bernardino Rivadavia y Juan Bautista Alberdi, quienes promovieron ideas ilustradas sobre el comercio libre, la educación y la limitación del poder estatal. Durante la primera mitad del siglo XIX, el país estuvo dividido entre unitarios y federales, conflicto en el cual los primeros abogaban por una organización centralista con influencias liberales. Con la sanción de la Constitución de 1853, inspirada en las ideas de Alberdi, se consolidó un modelo republicano basado en principios liberales, como la división de poderes y la garantía de derechos individuales.
A pesar de los avances en la institucionalización del liberalismo, el país experimentó conflictos internos y guerras civiles que dificultaron la consolidación de un modelo estable. La llegada de Justo José de Urquiza al poder y la posterior unificación del país en 1862 con la presidencia de Bartolomé Mitre fueron hitos clave en la implantación de un orden liberal.

#### El auge del liberalismo económico (1862-1930)
Bajo la presidencia de Bartolomé Mitre y sus sucesores en la denominada Generación del 80, Argentina experimentó un auge del liberalismo económico. Se implementaron políticas de apertura comercial, fomento de la inmigración y modernización de la infraestructura. Este período marcó el crecimiento del modelo agroexportador, impulsado por la integración al mercado mundial. La llegada masiva de inmigrantes europeos contribuyó a la expansión de la economía y al desarrollo de un sector productivo orientado a la exportación de materias primas.
Sin embargo, el modelo liberal sufrió crisis recurrentes debido a la dependencia de los mercados internacionales y las fluctuaciones de precios de los productos primarios. La crisis de 1930, provocada por la Gran Depresión, marcó el declive del liberalismo clásico y el inicio de un proceso de intervención estatal que cambió la estructura económica del país.

#### Crisis y desplazamiento (1930-1983)
Con el golpe de Estado de 1930 y la posterior instauración del modelo de sustitución de importaciones, las políticas liberales quedaron relegadas. Durante la presidencia de Juan Domingo Perón (1946-1955), el Estado asumió un papel central en la economía, promoviendo el intervencionismo y el sindicalismo. A lo largo de los años siguientes, Argentina vivió etapas de inestabilidad política y crisis económicas, con un liberalismo que tuvo escasa influencia en la política dominante.[cita requerida]
El derrocamiento de Perón en 1955 dio lugar a intentos de restaurar políticas económicas más abiertas al mercado, como en el gobierno de Arturo Frondizi (1958-1962), que intentó atraer inversiones extranjeras. Sin embargo, los constantes golpes militares y la inestabilidad política impidieron una consolidación del liberalismo.

#### Neoliberalismo y reformas estructurales (1989-2001)
Con la presidencia de Carlos Menem (1989-1999), el liberalismo económico resurgió en forma de neoliberalismo, caracterizado por la privatización de empresas estatales, la apertura de mercados y la desregulación de la economía. Estas medidas lograron una reducción de la inflación, pero también incrementaron el desempleo y la precarización laboral. La crisis de 2001 marcó el colapso del modelo económico aplicado en los años 90 y dio paso a un período de políticas económicas más intervencionistas. No obstante, las políticas de ajuste generaron un aumento en la desigualdad social y provocaron fuertes protestas, que culminaron con la crisis del corralito en 2001 y la renuncia de Fernando de la Rúa.

#### Resurgimiento y nuevas corrientes (2001-presente)
En las últimas décadas, el liberalismo en Argentina ha resurgido con nuevas figuras políticas y corrientes ideológicas. Líderes como Javier Milei han popularizado una visión libertaria del liberalismo, promoviendo la reducción drástica del Estado y la eliminación del gasto público innecesario. El crecimiento de movimientos liberales y libertarios ha generado un renovado interés por las ideas del libre mercado y la autogestión económica, aunque continúan siendo objeto de debate en la arena política nacional.
Durante el siglo XXI, han surgido distintos espacios políticos que buscan implementar políticas de mercado y reducir el intervencionismo estatal. Organizaciones como la Fundación Libertad y Progreso han promovido el estudio y la difusión de ideas liberales. A su vez, la aparición de nuevas figuras en el ámbito político y mediático ha contribuido a un resurgimiento del debate sobre el papel del Estado en la economía y la necesidad de reformas estructurales en el país.
El liberalismo en Argentina sigue evolucionando, con un creciente número de adeptos y detractores. Su influencia en la política y la economía del país continúa siendo un tema central en el debate público, con propuestas que van desde un liberalismo clásico hasta enfoques más radicales como el anarcocapitalismo y el minarquismo.